# Свірьопкін Павло Михайлович
Павло Михайлович Свірьопкін (22 січня 1914, Дорошівка — 19 квітня 1965, Київ) — радянський офіцер, Герой Радянського Союзу, у роки радянсько-німецької війни командир танкового батальйону 65-ї танкової бригади 11-го Радомсько-Берлінського танкового корпусу 69-ї армії 1-го Білоруського фронту, майор.

## Біографія
Народився 22 січня 1914 року в селі Дорошівці (тепер Вознесенського району Миколаївської області) в сім'ї селянина. Українець. Закінчив 7 класів школи і школу ФЗУ. Працював у колгоспі. З 1933 року працював слюсарем на московському Метробуді. Після строкової служби працював бригадиром на будівництві Палацу Рад при РНК СРСР.
У Червоній Армії в 1936–1938 роках і з 1940 року. Служив командиром танка в 11-му запасному танковому полку, а з вересня 1940 року — командиром танка 6-го танкового полку 3-ї танкової дивізії Ленінградського, потім Прибалтійського військових округів.
Учасник німецько-радянської війни з червня 1941 року. Був командиром танка, танкового взводу, старшим ад'ютантом батальйону, командиром танкового батальйону, начальником штабу танкової бригади. Воював на Північно-Західному, Південному, 1-му Українському і 1-му Білоруському фронтах. Член ВКП(б) з лютого 1942 року. У боях двічі поранений. З червня по вересень 1943 року навчався на Курсах удосконалення офіцерського складу (КУОС) при Військовій академії бронетанкових і механізованих військ.
Брав участь:
- в оборонних боях у районі міст Каунаса, Пскова, Шимська, Новгорода, в обороні кордону по річці Волхов — в 1941 році;
- у боях з ліквідації Дем'янського угруповання противника — у 1942 році;
- у звільненні міста Старої Руси, у форсуванні річки Молочна та Мелітопольській операції — у 1943 році;
- у Рівненсько-Луцькій операції, у відвоюванні міст Олевська, Сарн, Ковеля в Брестсько-Люблінської операції, форсуванні річки Західного Бугу та завоюванні Пулавського плацдарму на Віслі — у 1944 році;
- у Вісло-Одерської операції, в тому числі у визволенні міст Радома, Томашува, Лодзя, у завоюванні Кюстрінського плацдарму на Одері, в Берлінській операції та вуличних боях у Берліні — в 1945 році.

Відзначився в ході боїв за міста Радом, Томашув і Лодзь (Польща). Батальйон 18 січня 1945 року форсував річку Пилицю, успішно вів вуличні бої в Лодзі, захопив аеродром з 80 літаками противника.
Указом Президії Верховної Ради СРСР від 27 лютого 1945 року за зразкове виконання бойових завдань командування на фронті боротьби з німецько-фашистськими загарбниками і проявлені при цьому мужність і героїзм майору Свірьопкіну Павлу Михайловичу присвоєно звання Героя Радянського Союзу з врученням ордена Леніна і медалі «Золота Зірка» (№ 5151).
З 1946 по 1951 рік П. М. Свірьопкін був слухачем Військової академії бронетанкових і механізованих військ. Після закінчення академії служив командиром полку в 25-ї гвардійської механізованої дивізії, а з 1957 року — заступником командира 81-ї гвардійської мотострілецької дивізії. У 1960 році перейшов на викладацьку роботу — був заступником начальників Київського танкового, а потім Київського командно-технічного училищ. З 1964 року полковник П. М. Свірепкін — в запасі. Помер 19 квітня 1965 року. Похований у Києві на Лук'янівському військовому кладовищі (ділянка № 2).

## Нагороди
Нагороджений орденами Леніна (27 лютого 1945), Червоного Прапора (4 серпня 1944), Вітчизняної війни 1-го ступеня (19 травня 1945), двома орденами Червоної Зірки (24 жовтня 1943; 3 листопала 1953), медалями «За відвагу» (16 квітня 1942), «За бойові заслуги» (20 червня 1949), «За перемогу над Німеччиною», «За звільнення Варшави», «За взяття Берліна», «ХХХ років РА і ВМФ».

## Пам'ять

Могила Павла Свірьопкіна

У селі Дорошівці ім'ям Героя названа вулиця, споруджений пам'ятник.